# Errol Park House

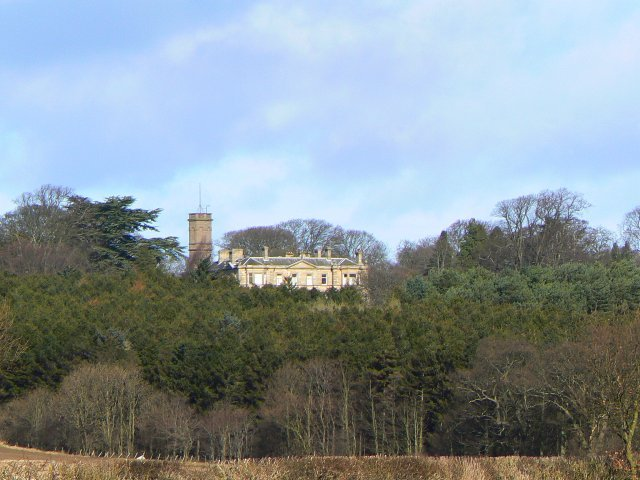
Errol Park House

Errol Park House ist eine Neorenaissance-Villa am Ostrand der schottischen Stadt Errol in der Council Area Perth and Kinross. 1981 wurde das Bauwerk in die schottischen Denkmallisten in der höchsten Denkmalkategorie A aufgenommen. Die zugehörigen Stallungen sind separat als Kategorie-A-Bauwerk geschützt. 2006 wurde der Park in das Inventory of Gardens and Designed Landscapes in Scotland aufgenommen.

## Geschichte

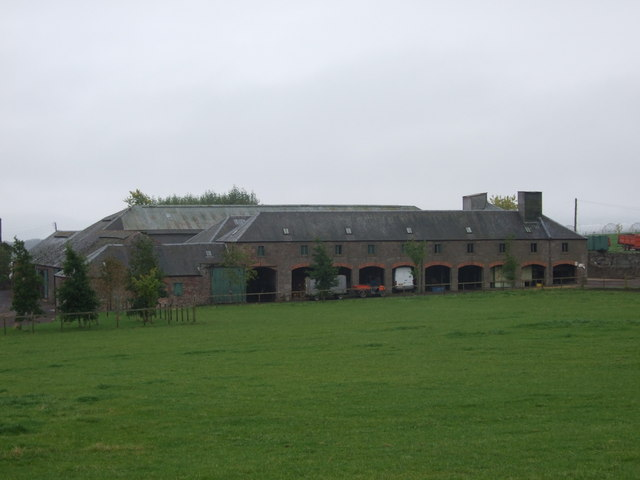
Denkmalgeschützter landwirtschaftlicher Komplex

Im Jahre 1648 ging das Anwesen vom Clan Hay an Patrick Ogilvie über. Thomas Blair von Balthayock Castle erwarb Errol Park vier Jahre später. 1662 wurde per königlicher Charta das Anwesen als Barony of Errol als Baronat geschaffen. Im Laufe des 17. Jahrhunderts ging das Anwesen auf Grund von Spielschulden verloren. Der Londoner Bankier George Middleton lebte ab 1741 auf dem Anwesen und zeichnet möglicherweise für das 1745 errichtete Errol Park House verantwortlich, das 1874 einem Brand zum Opfer fiel. Es ähnelte in seiner Ausführung Glendoick House. 1873 erwarb der aus Dundee stammende Francis Molison für eine Summe von 118.000 £ Errol Park. Das heutige Gebäude entstand zwischen 1875 und 1877 nach einem Entwurf von Alexander Johnston.

## Stallungen
Die klassizistischen Stallungen stehen rund 20 m nördlich der Villa. Sie wurden 1811 nach einem Entwurf von John Paterson errichtet und 1899 durch Johnston and Baxter erweitert. Ungewöhnlich ist der kreisförmige Aufbau der zweistöckigen Stallungen. Ihr Mauerwerk besteht aus Steinquadern und ist von segmentbogigen Torwegen durchstoßen. Entlang der Fassaden sind 8-teilige Sprossenfenster eingelassen. Das abschließende Dach ist mit grauem Schiefer eingedeckt. Zu den Stallungen gehört ein schlanker Turm mit quadratischem Grundriss, der oktogonal fortgeführt und mit Turmuhren ausgestattet ist. Seine Öffnungen sind rundbogig ausgeführt. Er schließt mit einem Kranzgesimse mit aufsitzender Steinbalustrade.